# Ernesto Marcelo Vázquez
Ernesto Marcelo Ángel Vazquez (Villa Luro, Capital Federal, Argentina) es un ex futbolista argentino. Jugaba de delantero, se inició futbolísticamente en Vélez Sársfield y se retiró en Defensores de Belgrano.

## Trayectoria
Empezó jugando en el baby del Club Stentor de Villa Luro y de ahí fue a la novena de Chacarita.
De Chacarita pasó a Vélez Sársfield jugando en séptima división, allí recorrió todas las divisiones hasta llegar a primera en 1977, debutando contra River Plate metiendole 2 goles a Ubaldo Fillol . En 1978 fue a All Boys y en 1979 volvió a Vélez. Más tarde pasó al Recreativo de Huelva de España. Al regreso, en 1980 firmó para Estudiantes de Caseros convirtiéndose en el goleador histórico con 63 goles en 212 partidos. En 1984 fue al Cristal Caldas de Colombia y en 1985 jugó en Lanús, volviendo en 1986 a Estudiantes (BA). Cuatro años más tarde se retiró del fútbol profesional en Defensores de Belgrano.

## Clubes
| Club                   | País      | Año       |
| ---------------------- | --------- | --------- |
| Vélez Sársfield        | Argentina | 1977      |
| All boys               | Argentina | 1978      |
| Vélez Sársfield        | Argentina | 1979      |
| Recreativo de Huelva   | España    | 1979-1980 |
| Estudiantes (BA)       | Argentina | 1980-1984 |
| Cristal Caldas         | Colombia  | 1984      |
| Lanús                  | Argentina | 1985      |
| Estudiantes (BA)       | Argentina | 1986-1989 |
| Defensores de Belgrano | Argentina | 1989-1990 |